# Jonas Ekengren
Jonas Ekengren, född 27 augusti 1736 i Stora Mellösa socken i Örebro län, död 17 februari 1793 i Maria Magdalena församling i Stockholm, var en svensk stolmakare och orgelbyggare.
Han var son till soldaten Eric Ekegren och Annicka Andersdotter i Egeby i Stora Mellösa socken. Jonas Ekengren fick Kommerskollegiets privilegium år 1760 som stolmakare; han var medlem i stolmakarnas skrå. Från 1766 var han verksam som orgelbyggare och byggde många orglar åt Uppsala stift. Han var troligtvis självlärd och oexaminerad.

## Biografi
Ekengren arbetade 1757 som murare i Stockholm. 1760 var han gesäll hos murare Johan Christopher Kiörner den yngre och bodde på kvarter Kattrumpan 135-136. Ekengren bosatte sig före 1764 på kvarter Kattfoten nummer 47 i Maria Magdalena församling, Stockholm och arbetade där som stolmakare. Han gifte sig 3 januari 1768 i Maria Magdalena församling med Antonetta Ulrica Lindberg. Samma år bor organisten Zacharias Berg hos honom. Ekengren står 1773 antecknad som fabrikör. 1781 står han för första gången antecknad som orgelbyggare. 1785 arbetade han tillsammans med orgelbyggaren Mattias Swahlberg den yngre. Ekengren avled 17 februari 1793 i Stockholm och begravdes 24 februari samma år.

### Familj
Ekengren gifte sig första gången 28 november 1756 i Maria Magdalena församling, Stockholm med Maria Elisabeth Norberg (1731–1767). De fick tillsammans dottern Lisa Beata (född 1757), Johan Eric (född 1758), Jonas (född 1760), Maria Ulrica (född 1761) och Joachim (1763–1819).
Ekengren gifte sig andra gången 3 januari 1768 i Maria Magdalena församling, Stockholm med Antonetta Ulrica Lindberg (född 1742). De fick tillsammans barnen Anna Brita (född 1768), Johanna (född 1770) och Peter Martin (född 1771).
Ekengren gifte sig tredje gången med Margareta Catharina Kihlberg (1751–1784).
Ekengren gifte sig fjärde gången 26 juni 1785 i Alunda med Anna Magdalena Sparrman (1747–1793). De fick tillsammans dottern Brita Magdalena (född 1786) 3 september.

## Lista över orglar
| År              | Ursprunglig kyrka         | Stift     | Bild | Manualer | Pedal   | Stämmor | Bevarad orgel/fasad | Övrigt |
| --------------- | ------------------------- | --------- | ---- | -------- | ------- | ------- | ------------------- | --- |
| 1765            | Vallentuna kyrka          | Uppsala   |      | 1        |         | 6       | Nej/Nej             | En ny orgel byggdes 1859 av Daniel Wallenström, Uppsala. |
| 1767            | Stora Mellösa kyrka       | Strängnäs |      |          |         | 10      | Nej/Nej             | Orgeln och läktaren kostade församlingen 8000 daler. En ny orgel byggdes av Pehr Zacharias Strand, Stockholm. |
| 1773            | Hilleshögs kyrka          | Uppsala   |      | 1        | -       | 4       | Ja/Ja               | Orgeln renoverades 1961 av Grönlunds Orgelbyggeri AB, Gammelstad. |
| 1774 eller 1775 | Dunkers kyrka             | Strängnäs |      |          |         | 3       | Nej/Nej             | Orgeln förstördes i en brand 1809. |
| 1775            | Altuna kyrka              | Uppsala   |      |          |         | 8       | Ja (delvis)/Ja      | När den medeltida kyrkan revs flyttades, uppbyggdes och ombyggdes orgeln av Pehr Gullbergson, Lillkyrka. En ny orgel byggdes 1938 av John Vesterlund, Lövstabruk. |
| 1776            | Yttergrans kyrka          | Uppsala   |      | 1        | -       | 6       | Ja/Ja               | Orgeln restaurerades 1968 av Mads Kjersgaard, Uppsala. |
| 1777            | Films kyrka               | Uppsala   |      | 1        | Bihängd | 7       | Ja/Ja               | En ny orgel sattes upp 1870 av Åkerman & Lund, Stockholm. Ekengren orgel flyttades 1872 till Films kyrkskola. 1908 flyttades orgeln till Nordiska museet, Stockholm och sattes upp där 1929. 1962 flyttades orgeln till Seglora kyrka. 1962 renoverades orgeln av Bröderna Moberg, Sandviken. |
| 1777            | Skinnskattebergs kyrka    | Västerås  |      | 1        |         | 11      | Nej/Nej             | En ny orgel byggdes 1868 av Erik Adolf Setterquist, Örebro. |
| 1778 eller 1779 | Björksta kyrka            | Västerås  |      | 2        | Bihängd | 10      | Nej/Nej             | En ny orgel byggdes 1860 av Anders Gustaf Nygren, Stockholm. |
| 1778            | Breds kyrka               | Uppsala   |      |          |         | 9       | Nej/Ja              | Orgeln flyttades 1836 från gamla kyrkan till nya. En ny orgel byggdes 1908 av Johannes Magnusson, Göteborg. |
| 1778–1779       | Hargs kyrka               | Uppsala   |      |          |         | 12      | Nej/Ja              | Orgeln renoverades 1858 av Anders Gustaf Nygren, Stockholm. En ny orgel byggdes 1904–1905 av E A Setterquist & Son, Örebro. |
| 1780            | Grythyttans kyrka         | Västerås  |      | 1        | Bihängd | 12      | Nej/Ja              | En ny orgel byggdes 1904 av E A Setterquist & Son, Örebro. |
| 1780            | Sparrsätra kyrka          | Uppsala   |      |          |         | 6       | Nej/Nej             | En ny orgel byggdes 1871–1872 av Daniel Wallenström, Uppsala. |
| 1781            | Överjärna kyrka           | Strängnäs |      |          |         | 6       | Nej/Nej             | En ny orgel byggdes 1898 av E A Setterquist & Son, Örebro. |
| 1781            | Östra Ryds kyrka, Uppland | Uppsala   |      |          |         |         | Nej/Ja              | En ny orgel byggdes 1841 av Pehr Zacharias Strand, Stockholm. |
| 1781            | Salems kyrka              | Strängnäs |      | 1        | Bihängd | 3       | Ja/Ja               | En ny orgel byggdes 1855 av Anders Vilhelm Lindgren, Stockholm och Ekengrens orgel flyttades samma år till Vällinge kapell. 1945 renoverades orgeln och pipverket förnyades då av Anders Holmberg, Stockholm.                                                                                 |
| 1782            | Borgerskapets änkehus     |           |      |          |         |         |                     | |
| 1782            | Hammarby kyrka, Uppland   | Uppsala   |      |          |         |         | Nej/Nej             | En ny orgel byggdes 1865 av Carl Gustaf Cederlund, Stockholm. |
| 1784            | Låssa kyrka               | Uppsala   |      |          |         | 4       | Nej/Nej             | En ny orgel byggdes 1886 av Åkerman & Lund, Stockholm. |
| 1785            | Skånela kyrka             | Uppsala   |      |          |         | 7       | Nej/Nej             | En ny orgel byggdes 1878 av Johan Edberg, Björklinge. |
| 1786            | Alunda kyrka              | Uppsala   |      | 2        | Bihängd | 17      | Nej/Nej             | Orgeln byggdes till 1841 och 1843. 1880 såldes orgeln till Betlehemskyrkan, Gävle. En ny orgel byggdes i Betlehemskyrkan år 1894 av Åkerman & Lunds Orgelfabriks AB, Stockholm. |
| 1786            | Börringe kyrka            | Lunds     |      | 1        | Bihängd | 8       | Ja/Ja               | 1894 renoverades och omändrades orgeln av Rasmus Nilsson, Malmö. 1953 renoverades och omändrades orgeln av Bo Wedrup, Uppsala. |
| 1786            | Östads kyrka              | Göteborgs |      |          |         | 7       | Nej/Nej             | 1881 byggdes en ny orgel av Salomon Molander & Co, Göteborg. |
| 1787            | Lunda kyrka, Södermanland | Strängnäs |      |          |         |         | Nej/Nej             | En ny orgel byggdes 1853 av Johan Lund, Stockholm. |
| 1787–1788       | Husby-Ärlinghundra kyrka  | Uppsala   |      |          |         | 8       | Nej/Nej             | En ny orgel byggdes 1876 av Johan Edberg, Björklinge. |
| 1789            | Ovansjö kyrka             | Uppsala   |      |          |         |         | Nej/Nej             | En ny orgel byggdes 1896–1897 av E A Setterquist & Son, Örebro. |
| 1790            | Mörkö kyrka               | Strängnäs |      |          |         | 10      | Nej/Ja              | En ny orgel byggdes 1907 av C J Lund & Son, Stockholm. |
| 1790            | Skuttunge kyrka           | Uppsala   |      |          |         | 10      | Nej/Nej             | En ny orgel byggdes 1870 av Johan Edberg, Björklinge. |
| 1791            | Lunda kyrka, Uppland      | Uppsala   |      |          |         | 4       | Nej/Nej             | En ny orgel byggdes 1897 av Åkerman & Lunds Orgelfabriks AB, Stockholm. |
| 1792            | Täby kyrka                | Uppsala   |      |          |         |         | Nej/Ja              | Omkring 1915 byggdes en ny orgel av E A Setterquist & Son, Örebro. |
| 1792            | Mariakyrkan, Båstad       | Lunds     |      |          |         | 11      | Nej/Ja              | En ny orgel byggdes 1918 av Th Frobenius & Co, Lyngby, Danmark. Fasaden flyttades från läktarbarriären till vapenhuset. |
| 1793            | Danderyds kyrka           | Uppsala   |      |          |         |         | Nej/Ja              | Orgeln påbörjades av Ekengren. Orgeln fullbordades av Olof Schwan, Stockholm. En ny orgel byggdes 1900 av Åkerman & Lund, Stockholm. |
| 1780-talet      | Odensala kyrka            | Uppsala   |      |          |         | 10      | Nej/Nej             | Orgeln byggdes tillsammans med Olof Schwan, Stockholm. En ny orgel byggdes 1896 av Åkerman & Lunds Orgelfabriks AB, Stockholm. |

### Övriga orgelverk
| År   | Ursprunglig kyrka        | Stift    | Bild | Manualer | Pedal   | Stämmor | Bevarad orgel/fasad | Övrigt |
| ---- | ------------------------ | -------- | ---- | -------- | ------- | ------- | ------------------- | --- |
| 1751 | Borgerskapets änkehus    |          |      | 1        |         | 5       |                     | 1751 sattes en orgel upp i kyrkan av Ekengren. Orgel köptes in från Holländska kyrkan, Stockholm. Orgeln blev reparerad 1765. |
| 1775 | Kumla kyrka, Västmanland | Västerås |      | 1        | Bihängd | 5       | Ja/Ja               | Ekengren flyttade 1775 en orgeln från korläktaren till västläktaren. Orgeln var byggd på 1500-talet av okänd person. 1739 ombyggdes orgeln av Daniel Stråhle. Orgeln har reparerats flera gånger. 1792 reparerades orgeln av Mattias Swahlberg den yngre, Enköping. Orgeln flyttades 1819 till Fröslunda kyrka. |
| 1780 | Köpings kyrka            | Västerås |      |          |         | 10      | Nej/Nej             | 1780 tillbyggdes orgeln med två pedaltorn av Ekengren. Orgeln var byggd 1725 av Johan Niclas Cahman, Stockholm. En ny orgel byggdes 1895 av E A Setterquist & Son, Örebro. |
| 1789 | Årsunda kyrka            | Uppsala  |      |          |         |         |                     | |

## Medarbetare
- Anders Mellström. Han var lärling mellan 1764 och 1769 och från 1769 gesäll hos Ekengren.[9][22]
- Anders Sundberg. Han var 1765 lärling hos Ekengren.[9]
- Lars Segerström. Han var 1768–1769 lärling hos Ekengren.[9][22]
- Anders Ekengren (född 1730). Han var 1780 gesäll hos Ekengren.[23]
- Petter Bergstedt (född 1742). Han var 1780 gesäll hos Ekengren.[23]
- Carl Peter Kullberg (född 1772). Han var 1787 lärling hos Ekengren.[10]
- Johan Wendelander (1744–1799).[24] Han var 1790 gesäll hos Ekengren.[25]
- Johan Gustaf Söderberg (född 1761). Han var mellan 1786 och 1787 gesäll hos Mattias Swahlberg den yngre, Enköping.[26][27] Söderberg var 1790 gesäll hos Ekengren.[25] Han gifte sig samma år med Anna Catharina Åström.[28] Han kom från 1802 att arbeta som snickare.[29]

## Tillverkning enligt Kommerskollegium
Summa över Ekengrens tillverkning enligt Kommerskollegium kammarkontoret.
| År   | Yrke                            | Summa |
| ---- | ------------------------------- | ----- |
| 1774 | Stolmakare                      | 1333  |
| 1775 | Stolmakare                      | 1333  |
| 1776 | Stolmakare                      | 1333  |
| 1777 | Stolmakare                      | 250   |
| 1778 | Stolmakare                      | 250   |
| 1779 | Stolmakare                      | 250   |
| 1780 | Stolmakare och instrumentmakare | 300   |
| 1781 | Instrumentmakare                | 250   |
| 1782 | Instrumentmakare                | 250   |